# Quartet (película de 2012)
Quartet (Rigoleto en apuros en Argentina, El Cuarteto en Chile) es la primera película dirigida por el actor Dustin Hoffman. Se basa en la obra teatral de mismo nombre del dramaturgo británico Ronald Harwood, que también escribió el guion. Se estrenó el 9 de septiembre de 2012 en el Festival Internacional de Cine de Toronto, con buena acogida por parte de la crítica.
La trama principal de la película gira en torno a varios cantantes de ópera retirados en una lujosa residencia de la tercera edad, que quieren aprovechar el concierto anual que organizan para celebrar el cumpleaños de Verdi para recaudar fondos que puedan salvar la residencia de la quiebra.
La película cuenta con renombrados cantantes y músicos retirados de ópera como extras en el film, a los que se rinde especial homenaje en los créditos finales de la película. Fue rodada en Hedsor House, una mansión de estilo georgiano situada en el condado de Buckinghamshire.